# Pedro José Álvarez Prado
Pedro José Álvarez Prado fue un político argentino, legislador provincial y nacional en varias oportunidades, gobernador de su provincia natal, Jujuy.

## Biografía
Pedro José Álvarez Prado nació en Tilcara el 29 de abril de 1826, hijo del coronel Manuel Álvarez Prado.
En 1885 fue elegido diputado ante la Legislatura provincial en representación del departamento de Humahuaca. 
El 1 de mayo de 1887 renunció a su banca para asumir la primera magistratura de la provincia en reemplazo de su sobrino José María Álvarez Prado.
Durante su mandato, por iniciativa del Poder Ejecutivo la Legislatura dictó una ley de 123 artículos en la que se adaptaba para Jujuy el Código de Procedimiento en lo Criminal de la Nación, sancionado en 1888.
El 16 de abril de 1889 también por iniciativa de Álvarez Prado y su ministro José A. Carrillo la Legislatura dio  sanción a la Ley de Organización de las Oficinas de Registro Civil en la provincia.
Posteriormente fue diputado por el departamento de Tilcara (1893 a 1897, 1897 a 1899 y 1899 a 1903) y por el departamento de Santa Bárbara (1903 a 1905). 
Falleció en San Salvador de Jujuy el 24 de noviembre de 1919.